# 丘彥明
丘彥明是居住在荷蘭的作家和畫家。

## 生平
出生於臺灣省臺南縣新營市。中国文化大学新聞係畢業、國立政治大學新聞研究所碩士、比利時布魯塞爾皇家藝術學院油畫系肄業。曾任臺北美商格蘭廣告公司公共關係及撰文、文化大學新聞系助教、中國時報記者，編輯、聯合報副刊編輯、聯合文學雜誌執行編輯、總編輯。1988年，丘彥明遠赴比利時布魯塞爾皇家藝術學院油畫係進修藝術，沒料竟與來自四川的唐效戀愛，兩年後結婚並定居荷蘭。
丘彥明是歐洲華文作家協會會員。

## 著作
《人情之美》繁體字版（1989年1月，允晨文化實業股份有限公司）
《民主女神號航海日誌》繁體字版（1990年7月，聯經出版事業公司）
《浮生悠悠——荷蘭田園散記》繁體字版（2000年6月，新新聞文化事業股份有限公司）
《浮生悠悠——荷蘭田園散記》簡體字版（2003年9月北京，生活‧讀書‧新知三聯書店）
《家住聖‧安哈塔村》繁體字版（2004年7月，INK印刻出版有限公司）
《荷蘭牧歌》繁體字版（2005年12月，INK印刻出版有限公司）
《荷蘭牧歌——家住聖‧安哈塔村》簡體字版（2007年7月，北京三聯書店）
《踏尋梵谷的足跡》繁體字版（2009年11月，藝術家出版社）
《翻開梵谷的時代》繁體字版（2009年11月，藝術家出版社）
《在荷蘭過日子》繁體字版（2012年9月，INK印刻出版有限公司）
《在荷蘭過日子》簡體字版（2012年10月，北京科學出版社龍門書局）

## 畫展
1989/比利時布魯塞爾皇家藝術學院油畫系聯展
1990/比利時布魯塞爾皇家藝術學油畫系聯展
1995/荷蘭東部業餘畫家聯展(荷蘭Gennep地區美術館)
1997/彥明絲畫油畫個展(荷蘭Cuijk, Artifex藝術中心
1998/丘彥明絲畫個展(臺北，後院畫廊)

## 獲獎
獲中華民國行政院新聞局雜誌主編金鼎獎/1987